# Aberdeen Airport
Luchthaven Aberdeen (Engels: Aberdeen Airport, Schots-Gaelisch: Port-adhair Obar Dheathain) (IATA: ABZ, ICAO: EGPD) is de internationale luchthaven van Aberdeen in Schotland. Het vliegveld ligt ruim negen kilometer ten noordwesten van de stad, in Dyce, en heeft een van de drukste helikopterhavens van Europa.
Dyce werd in 1934 geopend. In de Tweede Wereldoorlog was het een basis van de Royal Air Force. Na de oorlog groeide de luchthaven langzaam, tot de ontdekking van olievelden in de Noordzee vanaf 1967 zorgde voor een snelle groei. Talrijke helikopters verzorgen van hieruit verbindingsvluchten naar offshore olievelden in de Noordzee. Er zijn drie helikopterterminals op de luchthaven. Sedert 2005 is de luchthaven 24 uur op 24 in bedrijf.
De stad Aberdeen is bereikbaar door de 80 Dyce Airlink busdienst naar station Dyce, vanuit daar zijn er treinverbindingen naar Aberdeen en Inverness.
In 2010 verwerkte de luchthaven 2,8 miljoen passagiers; in 2013 3,5 miljoen.